# Senoj Givans
Senoj-Jay Givans (ur. 30 grudnia 1993) – jamajski lekkoatleta specjalizujący się w biegach sprinterskich.
W 2012 zdobył złoto mistrzostw Ameryki Środkowej i Karaibów juniorów w biegu rozstawnym 4 × 100 metrów. W tym samym roku znalazł się w składzie jamajskiej sztafety w eliminacjach mistrzostw świata juniorów. Givans nie wystąpił jednak w finałowym biegu, a jego koledzy z reprezentacji zdobyli złoto.
Medalista mistrzostw NCAA.

## Osiągnięcia
| Rok  | Impreza                                     | Miejsce      | Konkurencja             | Lokata     | Wynik         |
| ---- | ------------------------------------------- | ------------ | ----------------------- | ---------- | ------------- |
| 2012 | Mistrzostwa Ameryki Śr. i Karaibów juniorów | San Salvador | bieg na 100 metrów      | eliminacje | 10,56         |
| 2012 | Mistrzostwa Ameryki Śr. i Karaibów juniorów | San Salvador | sztafeta 4 × 100 metrów | 1. miejsce | 39,39         |
| 2012 | Mistrzostwa świata juniorów                 | Barcelona    | sztafeta 4 × 100 metrów | 1. miejsce | 39,19 (elim.) |
| 2017 | Mistrzostwa świata                          | Londyn       | bieg na 100 metrów      | eliminacje | 10,30         |

## Rekordy życiowe
- Bieg na 60 metrów (hala) – 6,57 (2015)
- Bieg na 100 metrów – 9,96 (2016) / 9,90w (2014)
- Bieg na 200 metrów – 20,32 (2017) / 20,28w (2014)